# استان پوروس
استان پوروس (به اسپانیایی: Provincia de Purús) یک استان در پرو است که در منطقه اوکایالی واقع شده‌است. استان پوروس ۱۷٬۸۴۷٫۷۶ کیلومتر مربع مساحت و ۳٬۷۴۶ نفر جمعیت دارد.